# 경상남도 부지사
경상남도 부지사(慶尙南道 副知事)은 경상남도지사를 보좌하여 경상남도청의 사무를 관장하는 고위공무원이다.
부시장으로는 행정부시장 1인, 경제부시장 1인을 두며, 행정부시장은 국가직 가급 상당의 고위공무원으로, 경제부시장은 지방관리관으로 보한다.
경상남도지사의 사고시 행정부시장, 경제부시장의 순으로 그 직무를 대행한다.

## 현임 부지사

### 경상남도 부지사
- 벤튼(H. O. Benton), 1945년 9월 2일 ~ 1946년 2월 14일, 미 육군 중령, 98군정단장

| 대수 | 이름            | 임기                               |
| ---- | --------------- | ---------------------------------- |
| 16대 | 한명환 (韓明煥) | 1985년 7월 8일 ~ 1986년 10월 24일  |
| 17대 | 박진구 (朴進球) | 1986년 10월 25일 ~ 1987년 2월 13일 |
| 18대 | 오경락 (吳慶洛) | 1987년 2월 14일 ~ 1988년 6월 3일   |
| 19대 | 이의익 (李義翊) | 1988년 6월 4일 ~ 1989년 12월 27일  |
| 20대 | 박종택 (朴鍾澤) | 1989년 12월 28일 ~ 1993년 3월 13일 |
| 21대 | 진만현 (陣滿鉉) | 1993년 3월 16일 ~ 1994년 9월 23일  |
| 22대 | 이근식 (李根植) | 1994년 10월 21일 ~ 1995년 7월 14일 |

### 경상남도 행정부지사
| 대수     | 이름            | 임기                                | 비고 |
| -------- | --------------- | ----------------------------------- | ---- |
| 23대     | 이근식 (李根植) | 1995년 7월 15일 ~ 1995년 10월 16일  |      |
| 24대     | 정채륭 (丁采隆) | 1995년 10월 17일 ~ 1997년 3월 20일  |      |
| 25대     | 권경석 (權炅錫) | 1997년 3월 21일 ~ 2002년 6월 28일   |      |
| 26대     | 장인태 (張仁太) | 2002년 7월 15일 ~ 2004년 5월 3일    |      |
| 27대     | 김채용 (金采溶) | 2004년 5월 4일 ~ 2006년 2월 9일     |      |
| 28대     | 공창석 (孔昌錫) | 2006년 2월 23일 ~ 2008년 1월 27일   |      |
| 29대     | 조윤명 (趙潤明) | 2008년 2월 5일 ~ 2009년 2월 2일     |      |
| 30대     | 서만근 (徐萬根) | 2009년 2월 9일 ~ 2010년 10월 25일   |      |
| 31대     | 임채호 (林采虎) | 2010년 10월 26일 ~ 2012년 12월 30일 |      |
| 32대     | 윤한홍 (尹漢洪) | 2012년 12월 31일 ~ 2015년 12월 10일 |      |
| 직무대리 | 하병필 (河炳弼) | 2015년 12월 11일 ~ 2016년 1월 30일  |      |
| 33대     | 류순현 (柳淳鉉) | 2016년 2월 1일 ~ 2017년 8월 16일    |      |
| 34대     | 한경호 (韓徑浩) | 2017년 8월 17일 ~ 2018년 8월 13일   |      |
| 35대     | 박성호 (朴性鎬) | 2018년 8월 14일 ~ 2020년 4월 5일    |      |
| 36대     | 하병필 (河炳弼) | 2020년 4월 6일 ~ 2022년 7월 22일    |      |
| 37대     | 최만림 (崔萬林) | 2022년 7월 25일 ~ 2024년 9월 2일    |      |
| 38대     | 박명균 (朴明均) | 2024년 9월 2일 ~                    |      |

### 경상남도 정무부지사
| 대수     | 이름            | 임기                              | 비고               |
| -------- | --------------- | --------------------------------- | ------------------ |
| 23대     | 김훈 (金勳)     | 1995년 8월 17일 ~ 1998년 6월 30일 | 공개모집 선발 임용 |
| 직무대리 | 이은경          | 1998년 7월 1일 ~ 1998년 7월 3일   |                    |
| 24대     | 이덕영 (李德英) | 1998년 7월 4일 ~ 2003년 12월 26일 |                    |
| 25대     | 강정호 (姜玎鎬) | 2004년 6월 27일 ~ 2005년 3월 9일  |                    |
| 26대     | 이주영 (李柱榮) | 2005년 3월 14일 ~ 2006년 6월 15일 |                    |
| 27대     | 이창희 (李昌熙) | 2006년 7월 25일 ~ 2008년 6월 27일 |                    |
| 28대     | 안상근 (安相根) | 2008년 7월 7일 ~ 2010년 5월 18일  |                    |
| 직무대리 | 정왕교          | 2010년 5월 18일 ~ 2010년 7월 4일  |                    |
| 29대     | 강병기 (姜炳基) | 2010년 7월 5일 ~ 2011년 10월 28일 |                    |
| 30대     | 허성무 (許成武) | 2011년 11월 1일 ~ 2012년 9월 10일 |                    |
| 직무대리 | 구도권          | 2012년 9월 11일 ~ 2014년 6월 20일 |                    |
| 31대     | 조진래 (趙辰來) | 2013년 1월 10일 ~ 2014년 3월 18일 |                    |
| 직무대리 | 정연명          | 2014년 3월 19일 ~ 2014년 6월 20일 |                    |
| 32대     | 조진래 (趙辰來) | 2014년 6월 24일 ~ 2014년 12월 4일 |                    |
| 직무대리 | 정연명          | 2014년 12월 5일 ~ 2014년 1월 2일  |                    |
| 33대     | 최구식 (崔球植) | 2015년 1월 5일 ~ 2015년 6월 16일  |                    |

### 경상남도 서부부지사
| 대수 | 이름            | 임기                               |
| ---- | --------------- | ---------------------------------- |
| 1대  | 최구식 (崔球植) | 2015년 6월 17일 ~ 2015년 12월 21일 |
| 2대  | 조규일 (曺圭逸) | 2015년 12월 28일 ~ 2017년 9월 27일 |
| 3대  | 문승욱 (文勝煜) | 2018년 7월 30일 ~ 2018년 8월 1일   |

### 경상남도 경제부지사
| 대수     | 이름            | 임기                              | 비고         |
| -------- | --------------- | --------------------------------- | ------------ |
| 1대      | 문승욱 (文勝煜) | 2018년 8월 2일 ~ 2020년 5월 8일   |              |
| 2대      | 박종원 (朴鍾元) | 2020년 5월 23일 ~ 2022년 1월 24일 |              |
| 직무대행 | 조영진          | 2022년 1월 25일 ~ 2022년 7월 10일 | 기획조정실장 |
| 3대      | 김병규 (金炳圭) | 2022년 7월 11일 ~ 2024년 1월 4일  |              |
| 4대      | 김명주 (金明珠) | 2024년 2월 28일 ~                 |              |